# Френк Винсент
Френк Винсент Гатузо мл. (енгл. Frank Vincent Gattuso Jr.; Норт Адамс, 15. април 1937 — Натли, 13. септембар 2017) амерички је филмски и телевизијски глумац, музичар, писац и предузетник.
Широј публици познат је по сарадњи са Мартином Скорсезеом на три његова најпознатија филма: Разјарени бик (1980), Добри момци (1990) и Казино (1995). Од 2004. до 2007. играо је Фила Леотарда у култној ХБО телевизијској серији Породица Сопрано, 2001. године, а касније 2004. и 2005. године, давао је глас шефу мафије Салваторе Леонеу у три дела популарне игре из серијала Grand Theft Auto.

## Младост
Винсент је рођен у Норт Адамсу, Масачусетс у италијанско-америчкој породици; има сицилијанске (од деде по оцу) и напуљске корене. Френк има два брата: Ника и Џимија, и полусестру, Фран Фернандез. Френк је одрастао у Џерзи Ситију, Њу Џерзи.

## Каријера
Каријеру је започео као бубњар, али је након неког времена имао среће, желећи да се опроба и у глуми и добио је улогу у филму Death Collector (1976), где је његов пријатељ Џо Пеши такође глумио. Обојица су играли улоге музичара. После овог филма, приметио га је Роберт Де Ниро заједно са Мартином Скорсезеом. Њихова каснија сарадња резултирала је са три филма: "Разјарени бик" (1980), "Добри момци" (1990) и "Казино" (1995). После ових улога, Френк Винсент је укоренио слику гангстера - које људи оваквог изгледа, најчешће морају да играју.
Међу његовим другим познатим улогама, је улога немилосрдног њујоршког мафијаша Фила Леотарда, из драмске крими телевизијске серије ХБО-а Породица Сопрано. За ову улогу, Френк је 2008. године (као и други чланови главне глумачке екипе), добио награду америчког удружења глумаца Скрин Акторс Гилд у категорији „Најбољи глумци у драмској серији“.
Године 1996, Винсент се појавио у споту "Стрит Дримс" (Street Dreams), репера Наса као Френк Марино - његов лик из филма "Казино". Такође је играо улогу мафијашког шефа Салватореа Леонеа у три дела популарне серије игара Grand Theft Auto: Гренд Тефт Ауто 3 (2001), Сан Андреас (2004), и Либерти Сити Сторис (2005).
Године 2006. Франк је објавио књигу A Guy's Guide to Being a Man's Man, уз критике које су углавном биле позитивне.

## Смрт
Почетком септембра 2017. Винсент је претрпео срчани удар. Он је 13. септембра умро током операције на отвореном срцу у Њу Џерзију. Винсенту је било 80 година. Он је имао жену, Кејтлин и троје деце.